# جنا کنل
جنا کنل (انگلیسی: Jenna Kanell؛ زادهٔ ۱۲ نوامبر ۱۹۹۱) بازیگر، کارگردان، نویسنده و بدل‌کار آمریکایی است که از سال ۲۰۱۰ فعالیت هنری خود را آغاز نمود.
جنا کنل سابقهٔ بازی در آثاری همچون رنفیلد، ترساننده، رقیب پیشتاز، شلوار باکلاس، وانداویژن و داستان‌ها را در کارنامهٔ هنری خود دارد.